# Belgrove (Neuseeland)
Belgrove ist eine kleine Siedlung in der Region Tasman auf der Südinsel von Neuseeland.

## Namensherkunft
Die Siedlung wurde ursprünglich Bell Grove genannt, benannt nach dem seit 1847 in Nelson ansässigen Siedler James Bell.

## Geographie
Die Siedlung liegt rund 34 km südwestlich von Nelson am New Zealand State Highway 6. Nachbarorte am State Highway 6 sind Foxhill im Nordwosten und Kohatu im Westen. Eine Nebenstraße verbindet die Siedlung mit Hiwipango im Südwesten.

## Denkmalschutz
Die zum Pumpen von Wasser für die Versorgung der durchfahrenden Dampfloks errichtete Belgrove Railway Windmill ist vom New Zealand Historic Places Trust als Baudenkmal der Kategorie 1 registriert.